# Kurzętnik (stacja kolejowa)
Kurzętnik – zamknięta stacja kolejowa w Kurzętniku, w województwie warmińsko-mazurskim, w Polsce.

## Galeria

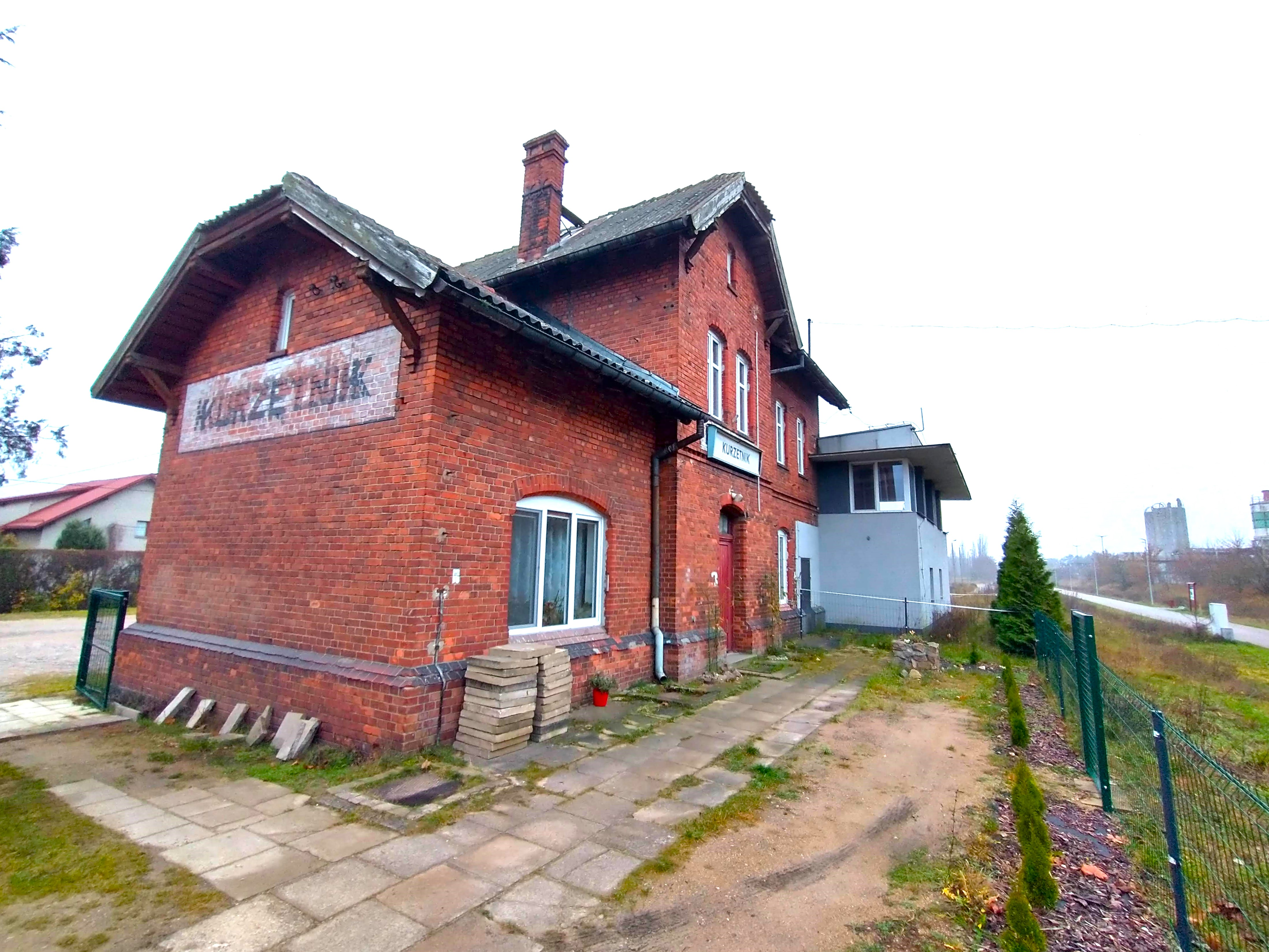
Widok od strony peronów
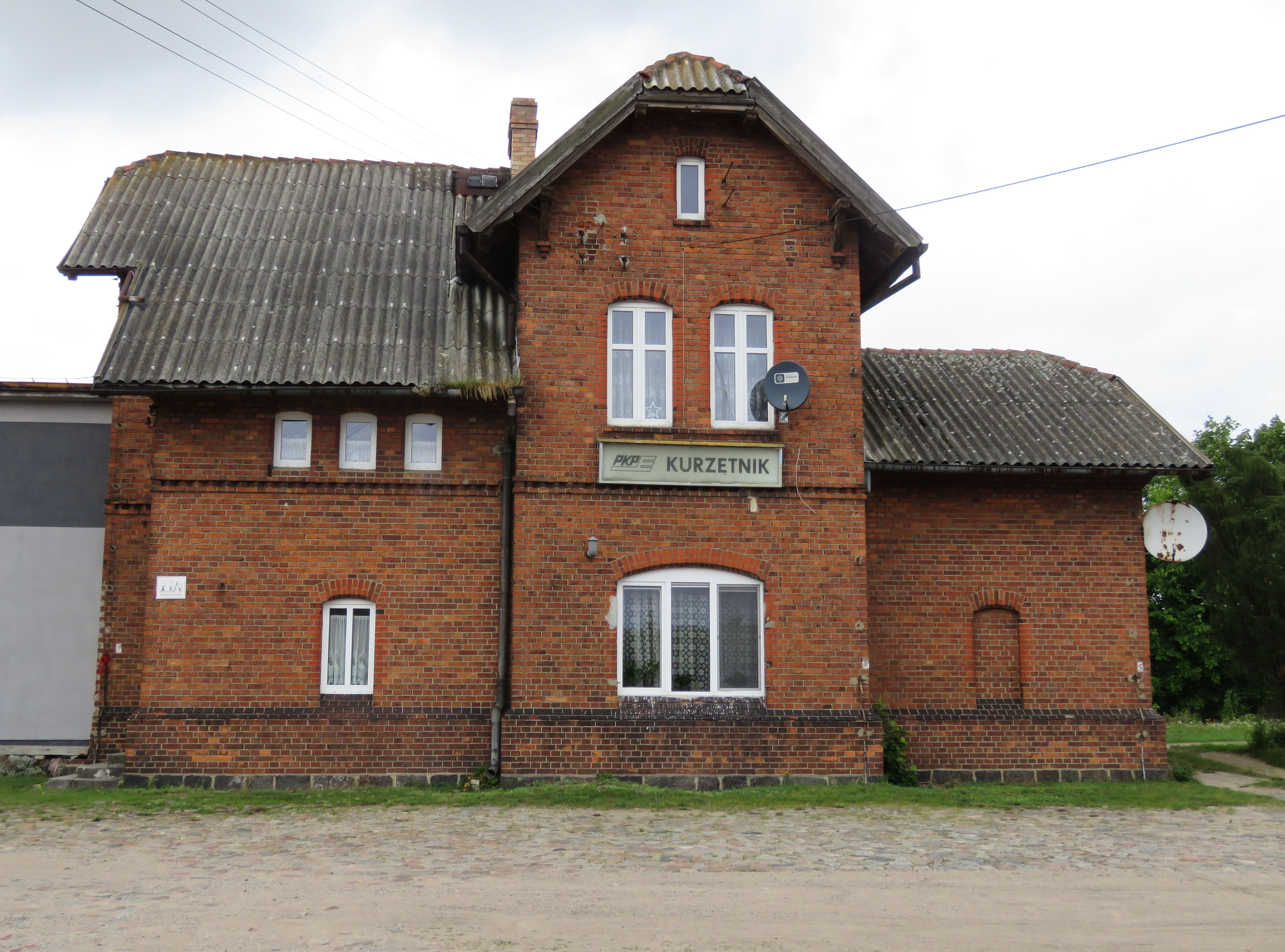
Elewacja od strony wsi